# Chídira
Chídira, en grec moderne : Χίδηρα, ou Chýdira (Χύδηρα), est un village de l'île de Lesbos, en Grèce. Il est situé au nord-ouest de l'île à 75 km de Mytilène. 
Selon le recensement de 2011, la population de Chídira compte alors 472 habitants. 
Depuis 2019, le village est rattaché au dème de Lesbos-Ouest à la suite de la suppression du dème unique de Lesbos dans le cadre du programme Clisthène I. 
Chídira est le lieu de naissance de Geórgios Iakovídis, l'un des plus importants peintres de l'art grec moderne.
À Chídira, une cave appartenant à la famille Lámbrou produit le célèbre vin biologique Methymnaíos. La majorité des habitants du village sont des agriculteurs, avec une importante production de lait de brebis et de chèvre, à partir duquel sont fabriqués les produits fromagers locaux tels que la feta, la gravièra et le kasséri.